# Gottfried IV. (Isle of Man)

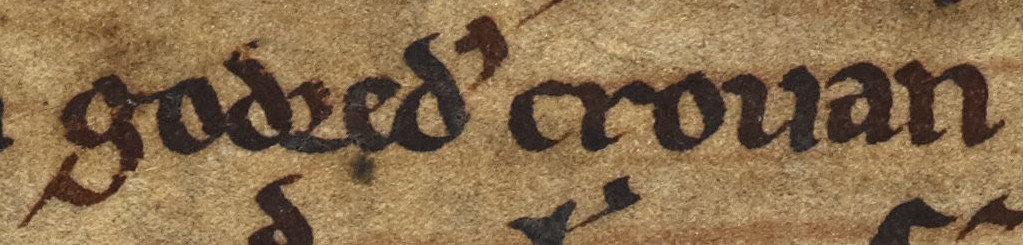
Erwähnung von Godred Crovan in einem mittelalterlichen Manuskript

Gottfried IV. (auch Godred Crovan, Guðrøðr oder Gofraid Méránach) († 1095 auf Islay) war ein König von Man und der Inseln. Er war der Begründer der Crovan-Dynastie bzw. der Godfreysons, die für fast zwei Jahrhunderte Man beherrschte.

## Herkunft
Die Herkunft von Gottfried ist ungeklärt, und über sein Leben ist nur wenig gesichert bekannt. Die meisten Informationen über ihn enthält die Manx Chronicle, die allerdings erst fast zweihundert Jahre nach seiner Thronbesteigung verfasst wurde. Die Angaben der Chronik werden von Historikern vielfach in Frage gestellt, obwohl die Verfasser offensichtlich Zugriff auf ältere Quellen gehabt hatten. Gottfried war skandinavischer Abstammung. Nach der Manx Chronicle war er ein Sohn von Harald dem Schwarzen aus Ysland. Es deutet vieles darauf hin, dass mit dieser Bezeichnung nicht Island gemeint war, sondern dass Gottfried der Olafsson-Dynastie entstammte und ein Nachfahre von Ivar Haraldsson († 1054) war, der von 1038 bis 1054 König von Dublin war. In einer irischen Chronik wird Gottfried als mac mic Arailt bezeichnet, demnach könnte er ein Sohn oder Neffe von Ivar gewesen sein, der auf Irisch Ímar mac Arailt genannt wurde. Dessen Vater, von dem nur das Todesjahr 999 bekannt ist, war ein Sohn von König Óláf Sihtricson (auch Amlaíb Cúarán) († 981). Gottfried ist vermutlich mit jenem König Goree (auch Orry) identisch, der nach der Überlieferung auf der Isle of Man der Gründer des Geschlechts war, das für fast zwei Jahrhunderte die Insel beherrschte. Sein Beiname Crovan kam vermutlich vom gälischen crobh-bhán (deutsch weißhändrig), während der Beiname Méránach aus dem irischen Wort méar (deutsch Finger) abgeleitet wurde. Eine andere Deutung für den Beinamen ist eine Ableitung vom altnorwegischen Kruppin für Krüppel oder vom irisch-gälischen Crubach für Kralle, was auf eine Verformung einer Hand schließen lässt.

## Eroberung von Man
Nach der Manx Chronicle soll Gottfried 1066 als Söldner dem Heer des norwegischen Königs Harald III. angehört haben, das in der Schlacht von Stamford Bridge geschlagen wurde. Nach der Niederlage der Norweger flüchtete er nach Man, wo ihn der damalige Herrscher Godred Sitricsson (auch Murchaid mac Diarmait genannt) ehrenvoll aufnahm. Godred Sitricsson war offenbar ein entfernter Verwandter von Gottfried. Godred Sitricsson starb nach 1070, sein Erbe wurde sein Sohn Fingal, über den aber kaum etwas bekannt ist. Einige Jahre später, vermutlich um 1079, sammelte Gottfried auf den westschottischen Inseln eine Flotte und eine Armee und unternahm drei Angriffe auf Man. Die ersten beiden Angriffe konnten von den Bewohnern von Man abgewehrt werden. Ob Gottfried dabei gegen Fingal kämpfte oder ob dieser bereits zuvor gestorben war, ist unbekannt. Bei seinem dritten Angriff landete er bei Ramsey Harbour. Er ließ 300 Krieger in einem Hinterhalt an den Hängen des Bergs Snaefell zurück und stellte sich am nächsten Morgen mit seinem restlichen Heer zur Schlacht gegen die Bewohner von Man. Dabei fielen die Krieger vom Snaefell den Kriegern von Man in den Rücken und entschieden so die Schlacht. Gottfried ließ die Insel plündern, dann teilte er sie in zwei Hälften. Den südlichen Teil vergab er an seine Gefolgsleute, während die überlebenden Bewohner von Man, die ihm die Treue schworen, den nördlichen Teil erhielten.

## König von Dublin, Krieg in Irland und Tod
1091 griff Gottfried mit einem Heer von den Hebriden aus Dublin an und eroberte die Stadt von Muirchertach Ó Briain, dem irischen König von Munster. Nach der Manx Chronicle soll er Dublin und einen Großteil von Leinster unterworfen haben, vermutlich konnte er zumindest einen Teil von Leinster erobern. Die Bewohner von Dublin akzeptierten Gottfried womöglich aufgrund seiner Abstammung von der Olafsson-Dynastie als neuen König. Dazu behielt Gottfried die Herrschaft über die westschottischen Inseln und soll die Schotten aus den Gewässern um die Inseln vertrieben haben. Möglicherweise führte die Eroberung von Dublin durch Gottfried dazu, dass der englische König Wilhelm Rufus 1092 mit einem Heer 1092 bis nach Carlisle vorstieß. Nach der im Mittelalter verfassten Biografie des walisischen Fürsten Gruffydd ap Cynan suchte dieser Rat, wie die in Wales eingefallenen Normannen am besten besiegt werden könnten. Daraufhin wurde Gruffydd zu Gottfried nach Man gesandt. Gruffydds Mutter Ragnhild war eine Tochter von König Olaf von Dublin, so dass Gruffydd und Gottfried wahrscheinlich verwandt waren. Gottfried stellte Gruffydd eine Flotte von 60 Langbooten zur Verfügung, mit denen er die Insel Anglesey angriff. 1094 versuchte Muirchertach Ó Briain die Herrschaft über Dublin zurückzuerobern. Gottfried hatte sich mit Domnall Ua Lochlainn und anderen Häuptlingen aus dem nördlichen Teil von Irland verbündet. Mit ihrer Hilfe und seiner eigenen, 90 Langboote umfassenden Flotte konnte er Muirchertach Ó Briain und dessen Verbündete besiegen. Nach der Schlacht zerbrach jedoch das Bündnis. Daraufhin kehrte Ó Briain mit seinem Heer zurück und vertrieb Gottfried aus Dublin. Nach irischen Angaben starb Gottfried 1095 an der Pest, nach der Manx Chronicle starb er auf Islay.

## Nachkommen und Erbe
Godred hinterließ drei Söhne:
- Lagman († 1096 oder 1097)
- Harald
- Olaf I. (Isle of Man) († 1153)

Lagman verstümmelte Harald und folgte für kurze Zeit seinem Vater als Herrscher von Man nach, bevor er auf Druck des norwegischen Königs Magnus Barfuß auf die Herrschaft verzichten musste. Ihm folge eine kurze Periode irischer und norwegischer Herrschaft, ehe der dritte Sohn Olaf die Herrschaft übernehmen konnte.